# Dorfkirche Marzahna

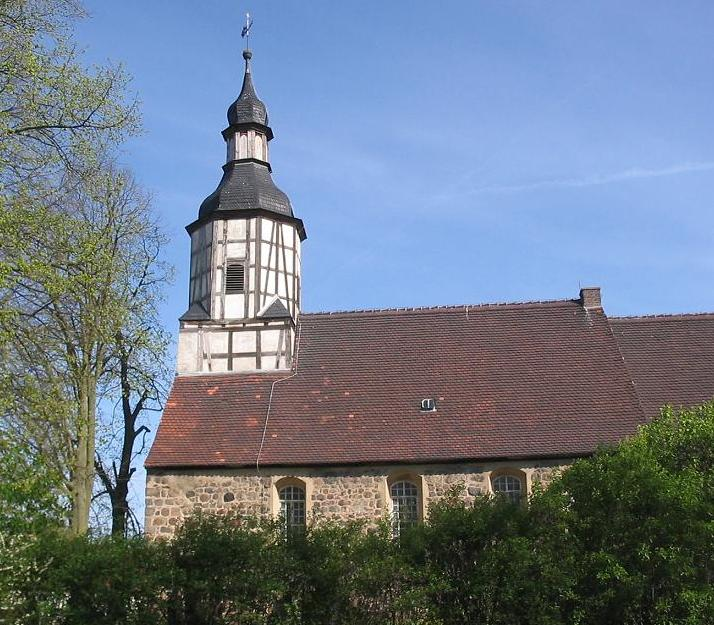
Dorfkirche Marzahna (2007)

Die evangelische, denkmalgeschützte Dorfkirche Marzahna steht in Marzahna, einem Ortsteil der Stadt Treuenbrietzen im Landkreis Potsdam-Mittelmark in Brandenburg. Die Kirchengemeinde gehört zum Pfarrbereich Blönsdorf im Kirchenkreis Wittenberg der Evangelischen Kirche in Mitteldeutschland.

## Baubeschreibung

### Gebäude
Die Feldsteinkirche wurde in der ersten Hälfte des 13. Jahrhunderts erbaut. Sie besteht aus einem Langhaus und einem eingezogenen Chor mit Apsis im Osten. Dem Satteldach des Langhauses wurde im Westen 1798 ein Dachturm aus Holzfachwerk aufgesetzt, auf dessen quadratisches Geschoss ein achteckiges folgt, das den Glockenstuhl beherbergt. Darauf sitzt eine schiefergedeckte Welsche Haube. Nach 1980 wurde eine breite Fledermausgaube zu einem einfachen Dachfenster abgewandelt, nach 2007 der Schornstein auf dem Ostende des Schifffirsts entfernt.

### Innenausstattung

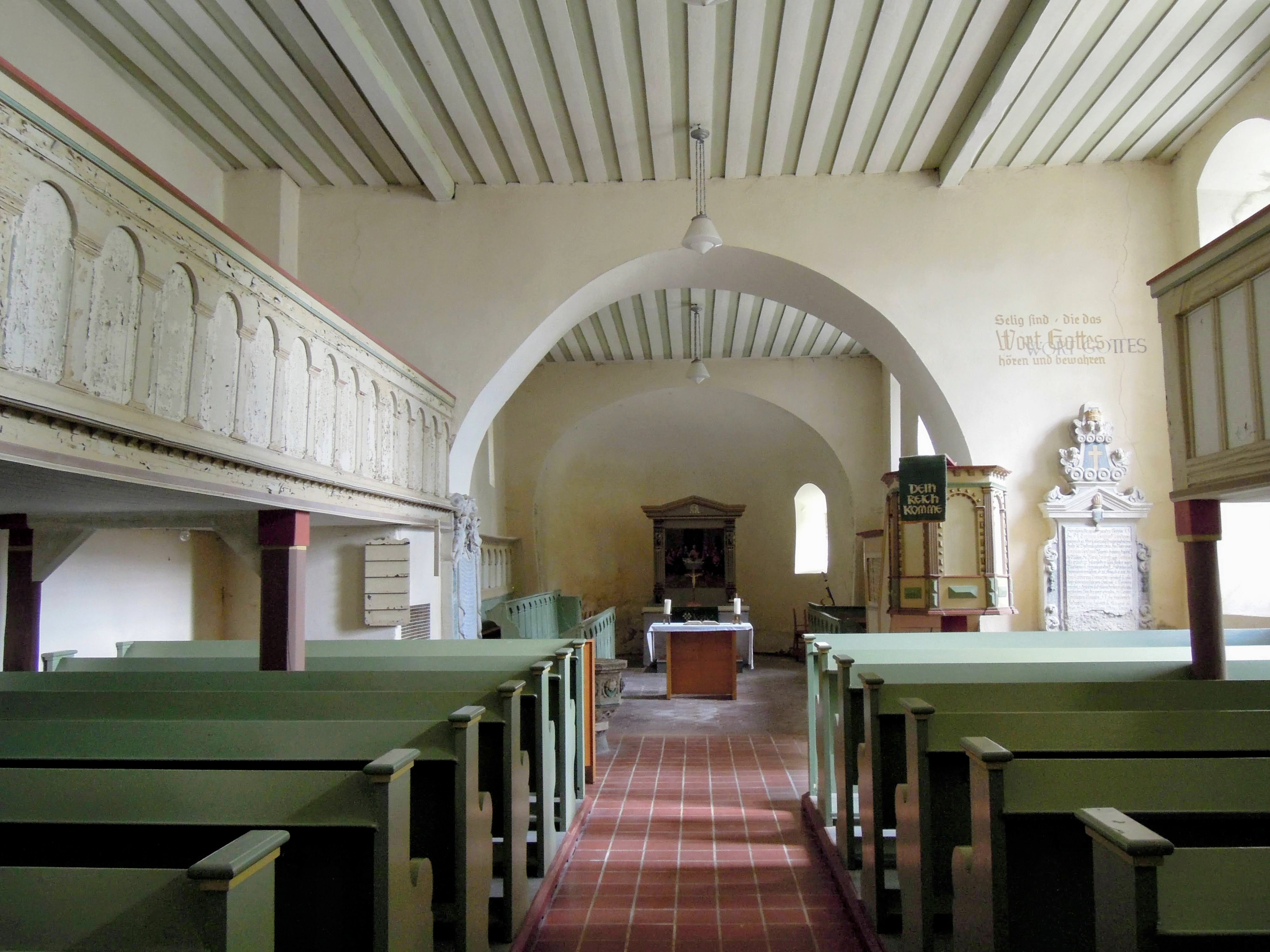
Innenraum (2022)

Der Innenraum ist mit einer Flachdecke überspannt. In ihm befinden sich an drei Seiten Emporen. Im Altarretabel von 1613 ist zwischen Pilastern in Form von Hermen das Abendmahl dargestellt. Zur selben Zeit entstand die polygonale Kanzel. Das Taufbecken wurde 1609 aufgestellt.

#### Orgel

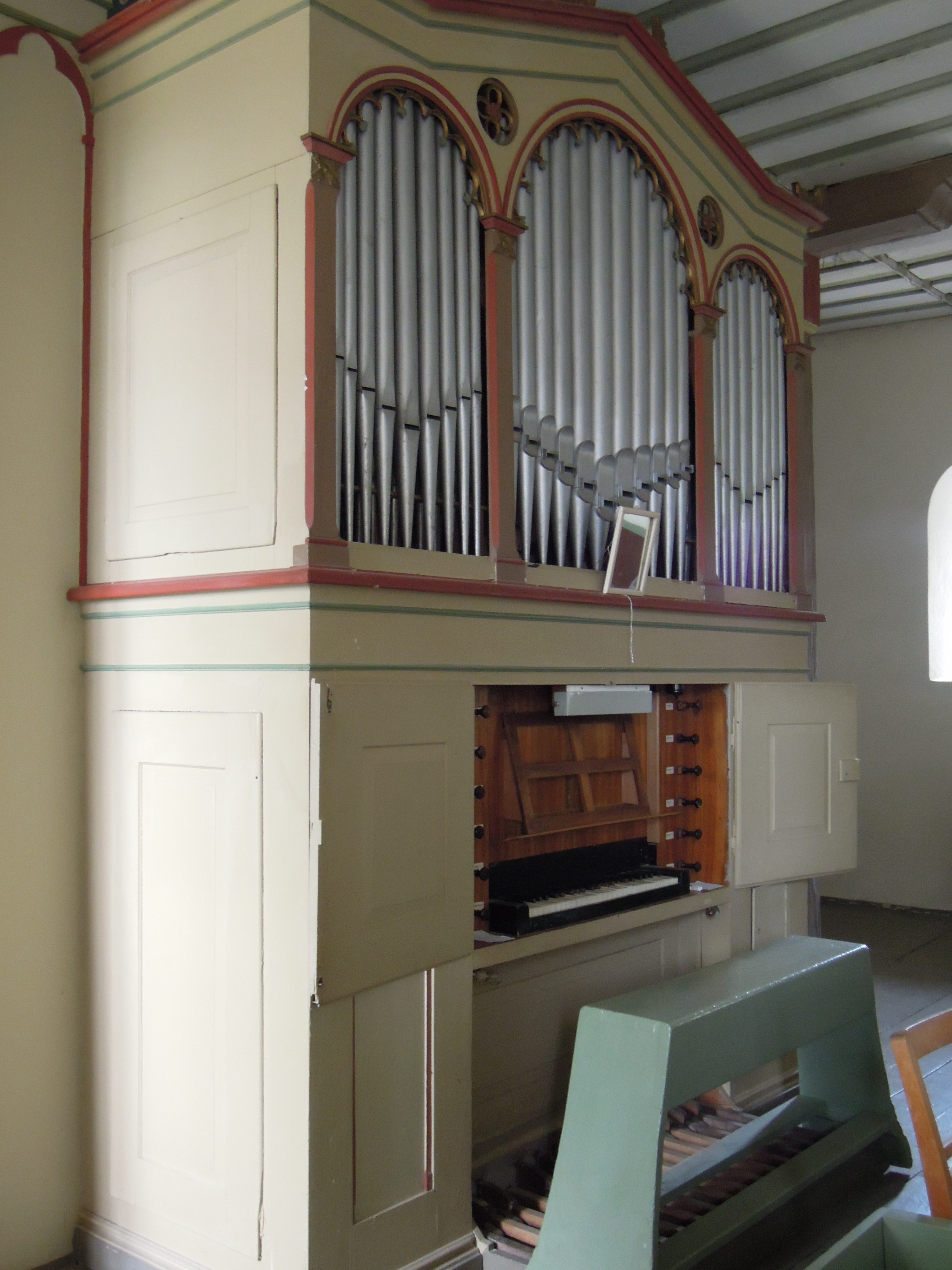
Orgel (2022)

Die Orgel, 1908 vorhanden, wurde von einem bislang nicht ermittelten Orgelbauer geliefert, ein Firmenschild existiert nicht mehr. Nach dem Zweiten Weltkrieg wurde das Instrument überholt und die Disposition zur Klangaufhellung verändert, heute lautet sie:
| Manual C–d3 |                |    |
| 1.          | Flöte          | 8′ |
| 2.          | Gedackt        | 8′ |
| 3.          | Gambe          | 8′ |
| 4.          | Principal      | 4′ |
| 5.          | Rohrflöte      | 4′ |
| 6.          | Octave         | 2′ |
| 7.          | Scharff II-III |    |

| Pedal C–c1 |         |     |
| 8.         | Subbass | 16′ |
| 9.         | Violon  | 8′  |

- Koppeln: I/P als Registerzug
- Nebenregister: Calcant, blinder Zug (beschriftet „Noli me tangere“)
- Traktur: mechanische Schleifladen

## Sonstiges
Auf der Karte der Ämter Wittenberg und Gräfenhainichen im Kurkreis Sachsen, einem Kupferstich von 1749, werden die Dorfkirchen in Schmögelsdorf, Schwabeck und Feldheim als Filialkirchen der Mutterkirche Marzahna dargestellt.